# Conchoraptor
Conchoraptor (Conchoraptor gracilis) foi uma espécie de dinossauro carnívoro e bípede que viveu no fim do período Cretáceo. Media cerca de 1,6 metros de comprimento e seu peso é até então desconhecido.
O conchoraptor viveu na Ásia e seus fósseis foram encontrados na Mongólia. Suspeita-se que o conchoraptor se alimentasse de ovos de outros dinossauros assim como fazia o oviráptor, seu parente próximo. Apesar de algumas semelhanças serem evidentes, o conchoraptor tinha o crânio raso sem a crista óssea existente nos seus parentes.
Ninhos e embriões encontrados deste dinossauro revelam que o conchoraptor tinha ovos semelhantes aos dos pássaros.